# Hiram Bingham IV.

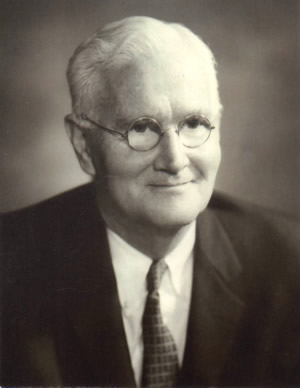
Hiram Bingham (1980)

Hiram „Harry“ Bingham (* 17. Juli 1903 in Cambridge, Massachusetts; † 12. Januar 1988 in Salem, Connecticut) war ein US-amerikanischer Diplomat, der als Vizekonsul in Marseille vielen aus rassischen und politischen Gründen verfolgten Exilanten in den Jahren 1940 und 1941 beistand und zur Flucht aus Vichy-Frankreich verhalf. Er arbeitete dabei mit mehreren Hilfsorganisationen und auch Varian Fry zusammen, bis er deshalb vom Außenministerium der Vereinigten Staaten aus Frankreich abberufen wurde.

## Leben
Bingham stammte aus einer angesehenen amerikanischen Familie. Ein Urgroßvater war Charles Lewis Tiffany, Gründer von Tiffany & Co., sein Vater Hiram Bingham III. war ein bekannter Entdecker und US-Senator und ein Bruder war Herausgeber des Magazins Common Sense. Nach dem Studium in Yale und Havard trat er in den diplomatischen Dienst und wurde zunächst in Japan, China, Polen und England eingesetzt.
Er galt im State Departement als zu sensibel und wurde bei Beförderungen übergangen, da seine humanitären Ansichten die Vorgesetzten misstrauisch machten. 1937 wurde er an das Konsulat in Marseille versetzt und war dort als Vizekonsul für die Visumabteilung zuständig, als die Vichy-Regierung sich im Waffenstillstand von Compiègne am 22. Juni 1940 verpflichtete, deutsche Exilanten auf Verlangen auszuliefern. Die gefährdeten Exilanten benötigten dringend französische Ausreise-Visa und Einreise-Visa für außereuropäische Länder, um aus Europa, das von faschistischen Systemen beherrscht wurde, zu entkommen. Die Visavergabe des amerikanischen State Department, stand unter der Leitung von Breckinridge Long einem Ausländerfeind und wahrscheinlich Antisemiten, der getrieben von der Angst vor einem Einsickern deutscher Agenten in die Vereinigten Staaten, die Auslandsvertretungen anwies, die Visaerteilung durch kleinliche Rückfragen zu hintertreiben. Bingham widersetzte sich dieser Vorgabe und stellte heimlich so viele Visa aus wie er konnte. Er nutzte seine Position als Vizekonsul auch dazu mit einem Vertreter von Hilfsorganisationen, Camp de Gurs und weitere französische Internierungslager zu besuchen, um Berichte über die verheerenden Lebensbedingungen nach Amerika zu senden und direkten Kontakt mit Internierten zu erhalten. Für Lion Feuchtwanger konnte er die erfolgreiche Flucht von Camp des Milles organisieren. Seine Villa stellte er sowohl als Versteck als auch für geheime Treffen zur Verfügung. Dadurch, dass er gegen französische Gesetze und die Anweisungen aus dem State Department verstieß, trug er innerhalb von zehn Monaten dazu bei, dass Tausende Menschen gerettet werden konnten. Dabei arbeitete er insbesondere mit Varian Fry und Frank Bohn zusammen.

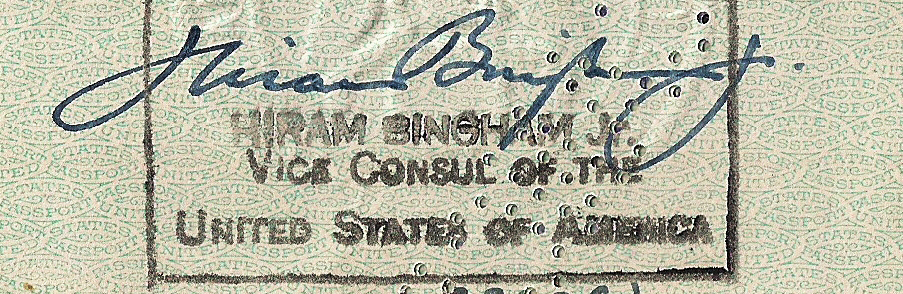
Passvermerk von Hiram Bingham, 1943

Im Sommer 1941 wurde er von seinem Posten in Marseille enthoben und zunächst nach Lissabon und dann nach Argentinien versetzt. 1945 schied er aus dem diplomatischen Dienst aus.
Unterlagen aus seiner Zeit in Marseille liegen heute im United States Holocaust Memorial Museum in Washington D.C.

## Auszeichnungen
Sein Einsatz geriet in Vergessenheit und wurde erst posthum geehrt:
- 2002 Constructive Dissent Award der American Foreign Service Association verliehen durch Außenminister Colin Powell[3]
- 2006 US-Briefmarke